# 美国天主教大学哥伦布法学院
美国天主教大学哥伦布法学院（Columbus School of Law, the Catholic University of America）是一所自1897年起在美国哥伦比亚特区华盛顿创设的法学院，现附属于美国天主教大学。
该学院在2021年《美国新闻与世界报道》的法学院排名中排名111名。该校1954年以前附属于哥伦布大学。